# Heart Attack Grill
El Heart Attack Grill es un restaurante de hamburguesas situado en el downtown de Las Vegas, Nevada (anteriormente localizado en Chandler, Arizona), Estados Unidos. El restaurante está ubicado en 450 de Fremont Street en la entrada principal de Fremont Street Experience en el downtown de Las Vegas. Su hamburguesa «Quadruple Bypass» recibió una entrada en el Libro Guinness de los Récords en 2013 como la hamburguesa con más calorías del mundo. Ha causado controversia al servir alimentos con una alta cantidad de calorías con nombres provocativos.
El menú incluye hamburguesas "simples", "dobles", "triples" y "cuádruples", en un rango de entre 8 y 32 onzas (230 a 910 gramos) de carne (lo cual son más de 8,000 calorías). Otros elementos del menú incluyen todas las papas fritas que puedas comer, cerveza, tequila y otras bebidas como Coca-Cola. Los clientes que pesan más de 350 libras (158,7 kilogramos) comen gratis. No se sirve bebida o comida para llevar ni se permite compartir alimentos.

## Tema
El establecimiento es un restaurante temático de hospital: las meseras ("enfermeras") toman las órdenes ("prescripciones") de los clientes ("pacientes"). Cada "paciente" recibe un camisón de hospital antes de sentarse.
Aquellos "pacientes" que no terminan sus alimentos reciben un castigo de tres nalgadas con un paddle por parte de una de las "enfermeras", con la opción de comprar dicho paddle después.

## Historia
El Heart Attack Grill fue fundado en 2005 en Chandler, Arizona, por Jon Basso, con el propósito de servir "pornografía nutricional", y comida "tan mala para tu salud que es impactante". La idea le llegó cuando se encontraba escribiendo una tesis de mercadotecnia sobre estudios de entrenamiento físico y se inspiró por las historias en las que sus clientes dejaban sus dietas alimenticias. Un segundo establecimiento de Heart Attack Grill fue abierto en Dallas, Texas, en mayo de 2011, pero sin embargo cerró en octubre del mismo año.
Una de las promociones del restaurante es la recompensa a aquellos clientes que se terminen una hamburguesa triple o cuádruple. Después de que un cliente lo logra, es transportado en una silla de ruedas con ayuda de su "enfermera personal".
El representante del restaurante, Blair River, murió el primero de marzo de 2011 a la edad de 29 años debido a complicaciones de neumonía. La locación de Arizona cerró poco después del incidente, el 31 de marzo de 2011.
El restaurante de Dallas tuvo una suerte similar pocos meses después del cierre de aquel que se encontraba en Arizona. De acuerdo a una entrada de blog del periódico Dallas Morning News del 12 de octubre de 2011, fueron cambiadas las cerraduras del restaurante ubicado en West End debido a la falta de pago de la renta. Adicionalmente, el crítico de comida Scott Reitz del periódico Dallas Observer reportó que fue incapaz de contactar al gerente por teléfono y que el sitio web oficial del restaurante había sido modificado y no tenía información de las instalaciones en Dallas.
El 11 de febrero de 2012, un cliente sufrió lo que aparentemente fue un ataque cardíaco mientras comía una hamburguesa triple en el restaurante. El dueño del establecimiento, Jon Basso, llamó a emergencias y el cliente fue llevado al hospital. En febrero de 2013, un vocero no oficial llamado John Alleman murió de un paro cardíaco mientras esperaba en la estación de autobús frente al establecimiento en Las Vegas. Otro incidente similar sucedió el 21 de abril de 2012, cuando una mujer se desmayó mientras comía una hamburguesa doble, tomaba alcohol y fumaba.

## Menú

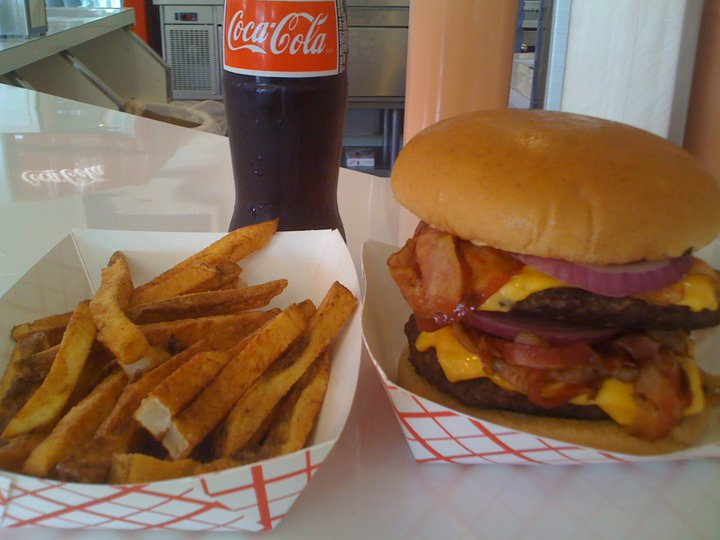
Hamburguesa doble y papas fritas con una botella de Coca-Cola.

El menú del Heart Attack Grill consiste en cuatro variedades distintas de hamburguesas acompañadas de papas fritas: la hamburguesa simple ("Single Bypass Burger"), doble ("Double Bypass Burger"), triple ("Triple Bypass Burger") y la cuádruple ("Quadruple Bypass Burger"). Cada una de las hamburguesas puede tener tiras de tocino adicionales de cinco en cinco. Es decir, la simple puede tener 5 tiras, la doble 10, etcétera. Todas las hamburguesas son servidas con, al menos, una rebanada de queso amarillo, cebolla roja, tomate y una salsa única de Heart Attack Grill. 
El único alimento acompañante disponible son las papas fritas ("Flatliner Fries"), que son freídas en manteca. Heart Attack Grill también ofrece batidos, con una alta cantidad de mantequilla, con sabores de vainilla, chocolate y fresa. Asimismo, se ofrecen dulces como postre. 
Para refrescarse se ofrecen sodas con muchos azúcares, agua simple y varias marcas de cervezas y tequilas. También hay un bar completo dentro de cada establecimiento que sirve vinos y licores.

## Recepción
El Heart Attack Grill ha causado mucha controversia como una campaña de mercadotecnia. El restaurante ha sido ampliamente criticado por su estilo y la vestimenta de sus meseras.
La hamburguesa cuádruple con 9,982 calorías ha sido identificada como una de las "peores comidas chatarra". La hamburguesa consiste de cuatro piezas de carne, veinte tiras de tocino, ocho rebanadas de queso amarillo, un tomate entero y la mitad de una cebolla.

## En televisión
Este restaurante ha tenido apariciones en programas de televisión tales como Extreme Pig-outs del canal Travel Channel, All You Can Eat de The History Channel, World's Weirdest Restaurants de Food Network Canada, ABC News, en un reportaje de CBS con Bill Geist, en Khawatir 10 en MBC y en 7 Deadly Sins en Showtime.
En España, apareció en el episodio trigésimo tercero de la séptima temporada del programa de televisión Madrileños por el mundo, dedicado a Las Vegas; en el episodio décimo de la segunda temporada del programa de televisión Viajeros Cuatro, igualmente dedicado a Las Vegas, y en el episodio séptimo del programa de televisión Bienvenidos a mi extraña ciudad, también dedicado a Las Vegas.